# Vadakarai Keezhpadugai
Vadakarai Keezhpadugai là một thị xã panchayat của quận Tirunelveli thuộc bang Tamil Nadu, Ấn Độ.

## Nhân khẩu
Theo điều tra dân số năm 2001 của Ấn Độ, Vadakarai Keezhpadugai có dân số 17.317 người. Phái nam chiếm 50% tổng số dân và phái nữ chiếm 50%. Vadakarai Keezhpadugai có tỷ lệ 65% biết đọc biết viết, cao hơn tỷ lệ trung bình toàn quốc là 59,5%: tỷ lệ cho phái nam là 75%, và tỷ lệ cho phái nữ là 54%. Tại Vadakarai Keezhpadugai, 12% dân số nhỏ hơn 6 tuổi.